# بيتر وول
بيتر وول (بالإنجليزية: Peter Wall)‏ (13 سبتمبر 1944 في المملكة المتحدة - ) هو مدير ومدرب كرة قدم ولاعب كرة قدم بريطاني في مركز الدفاع. لعب مع شروزبري تاون وكريستال بالاس ونادي ريكسهام ونادي ليتون أورينت ونادي ليفربول وكاليفورنيا سيرف ‏ وسانت لويس ستارز.

## وصلات خارجية
- بيتر وول على موقع قاعدة بيانات كرة القدم.إي يو (الإنجليزية)